# Stefan Mitrović (water-polo)
Pour les articles homonymes, voir Stefan Mitrović.
Stefan Mitrović, né le 29 mars 1988 à Belgrade, est un joueur serbe de water-polo. 

## Palmarès en sélection

### Jeux olympiques
- Jeux olympiques d'été de 2012 à Londres
  -  médaille de bronze au tournoi olympique

### Championnats du monde
- Championnat du monde 2009 à Rome
  -  champion du monde
- Championnat du monde 2011 à Shanghai
  -  vice-champion du monde

### Coupe du monde
- Coupe du monde 2010 à Oradea
  -  vainqueur

### Ligue mondiale
- Ligue mondiale 2007 à Berlin
  -  vainqueur
- Ligue mondiale 2010 à Niš
  -  vainqueur
- Ligue mondiale 2011 à Florence
  -  vainqueur
- Ligue mondiale 2013 à Tcheliabinsk
  -  vainqueur
- Ligue mondiale 2014 à Dubaï
  -  vainqueur
- Ligue mondiale 2009 à Podgorica
  -  troisième

### Championnats d'Europe
- Championnat d'Europe 2012 à Eindhoven
  -  champion d'Europe
- Championnat d'Europe 2014 à Budapest
  -  champion d'Europe
- Championnat d'Europe 2010 à Zagreb
  -  médaille de bronze

### Jeux méditerranéens
- Jeux méditerranéens de 2009 à Pescara
  -  médaille d'or